# Хайруллин, Фарид Хабибуллаевич
Фарид Хабибуллович Хайруллин (тат. Фәрит Хәбибулла улы Хәйруллин, азерб. Fərid Həbibulla oğlu Xayrulin; 26 июля 1947 — 27 августа 2020) — азербайджанский фотожурналист татарского происхождения, заслуженный работник культуры Азербайджана.

## Биография
Родился в городе Баку. После окончания школы в 1965 году поступил на энергетический факультет Азербайджанского нефтехимического института имени Азизбекова. В 1969 году поступил на факультет журналистики Казанского государственного университета имени Ульянова-Ленина. Затем поступил в Азербайджанский государственный университет имени Кирова, получил диплом по специальности «Журналистика». Член Союза журналистов СССР с 1982 года. С 1989 года-член правления Союза фотохудожников СССР. С 1984 года работал фотожурналистом азербайджанского отделения агентства Азеринформ. С 1992 года-вице-президент Союза Азербайджана и Татарстана. За это время несколько лет работал в Азербайджане в качестве специального корреспондента газеты «Новости Татарстана».

## Деятельность
Освещал различные темы, связанные с Карабахским конфликтом, протестными митингами в Баку. Однако в условиях информационной блокады все эти материалы публиковались только в зарубежной прессе. В 1989 году сопровождал первый караван гуманитарной помощи в заблокированные армянскими вооружёнными группировками Шушу и село Умудли.
Стал первым фотокорреспондентом, представившим информацию о террористических актах, совершенных армянскими националистами в Нагорном Карабахе. В частности, о взрыве моста Ага, автобуса на дороге в Шушу и других трагических событиях. Также освещал трагедию 20 января 1990 года в различных зарубежных агентствах.
Был единственным журналистом, который встретил Гейдара Алиева в бакинском аэропорту, вернувшись из Москвы в 1990 году. Он также был единственным фотожурналистом, который встретил Гейдара Алиева, прибывшего в Баку из Нахчывана в том же году. Сита отвергла эти материалы, и поэтому отправила их в иностранные агентства.
21 июля 2010 года распоряжением Президента Азербайджанской Республики о присвоении почётных званий работникам печати Азербайджанской Республики Хайруллину Фариду было присвоено звание Заслуженный работник культуры.
В последующие свои годы вплотную занялся профессиональной рекламной съемкой и проходил стажировку у Игоря Сахарова, одного из лучших рекламных фотографов Европы. В 2004 году создал профессиональную цифровую фотостудию FGF, оснащённую отличным фотооборудованием и ставшую признанным лидером в области профессиональной рекламной фотосъемки в Азербайджане.
Скончался 27 августа 2020 года.